# 獨毛金絨草屬
獨毛金絨草屬（學名：Galeomma）是菊科菊亞科鼠麴草族之下的一個屬，目前只見於南部非洲。

## 物種
本屬現時只有兩個物種，分別如下：
- Galeomma oculus-cati (L.f.) Rauschert - Cape Provinces（英语：Cape Provinces）
- Galeomma stenolepis (S.Moore) Hilliard - Cape Provinces, 波札那, 纳米比亚

## 外部連結
- 維基物種上的相關：獨毛金絨草屬